# Larouillies
Larouillies és un municipi francès, situat a la regió dels Alts de França, al departament del Nord. L'any 2006 tenia 376 habitants. Es troba a 110 km de Lilla, Brussel·les (Belgique) o Reims (Marne), a 55 km de Valenciennes, Mons (B) o Charleroi (B) i a 10 km d'Avesnes-sur-Helpe, de Fourmies i 3 km d'Étrœungt. També limita a l'oest amb Floyon i al sud amb La Flamengrie.

## Demografia
| 1962                                       | 1968 | 1975 | 1982 | 1990 | 1999 |
| ------------------------------------------ | ---- | ---- | ---- | ---- | ---- |
| 265                                        | 308  | 286  | 332  | 314  | 276  |
| Des de 1962: població sense dobles comptes |      |      |      |      |      |

## Administració
| Període | Identitat       | Partit |
| ------- | --------------- | ------ |
| 2001-   | Bernard Herbert |        |